# Суперскиллз Матча всех звёзд НХЛ

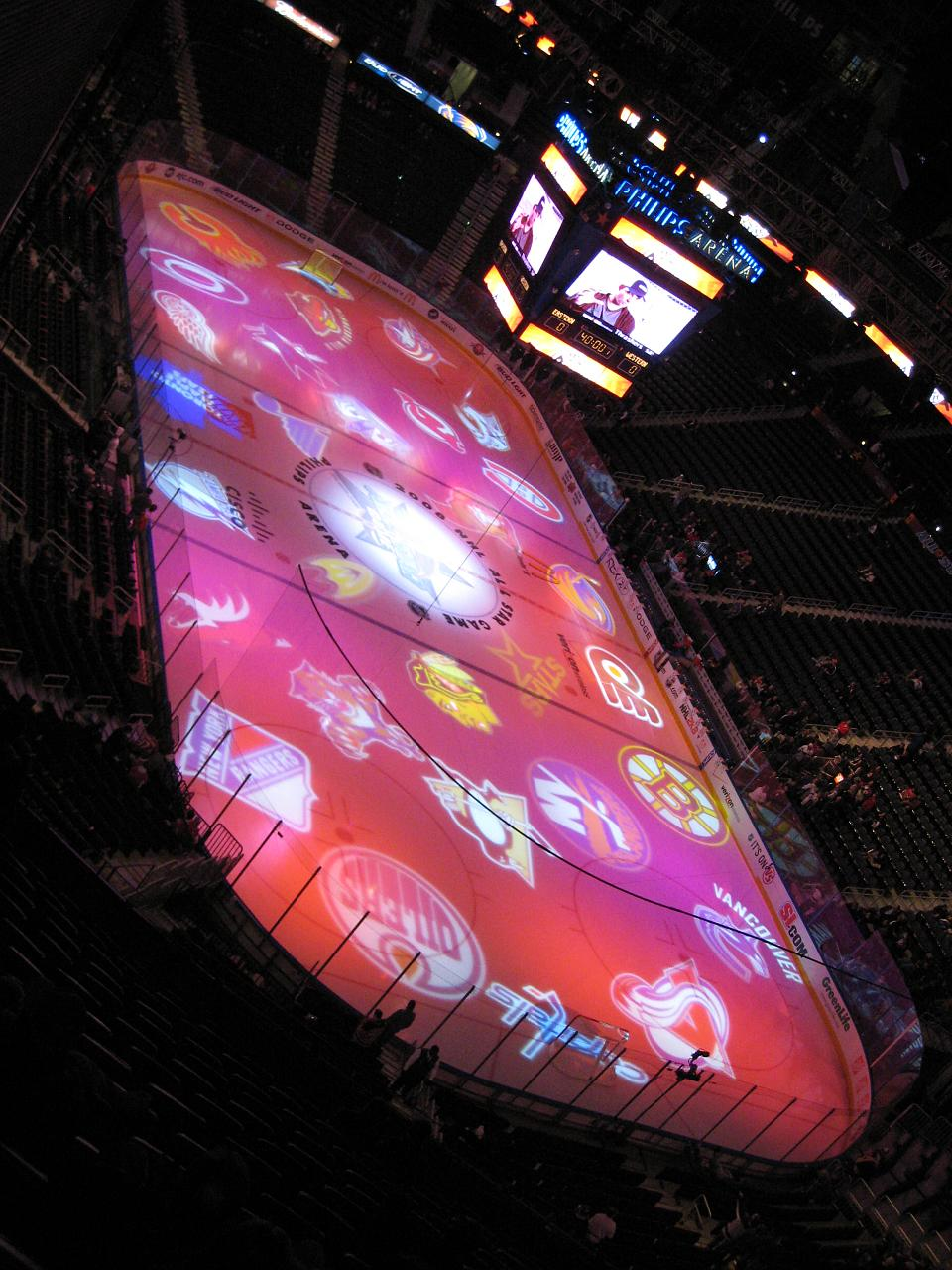
«Филипс Арена» незадолго до Суперскиллз 2008 (26 января 2008 года)

Суперскиллз Матча всех звёзд НХЛ – конкурсы, проводимые в ночь перед Матчем всех звёзд НХЛ. Первый раз был проведён в 1990 году в Питтсбурге на 41-м Матче всех звёзд НХЛ.

## Конкурсы

### Конкурс на скорость
Цель конкурса – быстрее всех пробежать круг по периметру площадки.

#### Победители
| Год  | Игрок                | Время, сек. |
| ---- | -------------------- | ----------- |
| 1992 | Сергей Фёдоров (1)   | 14.363      |
| 1993 | Майк Гартнер (1)     | 13.510      |
| 1994 | Сергей Фёдоров (2)   | 13.525      |
| 1996 | Майк Гартнер (2)     | 17.90       |
| 1997 | Петер Бондра (1)     | 13.610      |
| 1998 | Скотт Нидермайер (1) | 13.560      |
| 1999 | Петер Бондра (2)     | 14.640      |
| 2000 | Сами Капанен (1)     | 13.649      |
| 2001 | Билл Герин           | 13.690      |
| 2002 | Сами Капанен (2)     | 14.039      |
| 2003 | Мариан Габорик       | 13.713      |
| 2004 | Скотт Нидермайер (2) | 13.783      |
| 2007 | Энди Макдональд      | 14.03       |
| 2008 | Шон Хоркофф          | 14.395      |
| 2009 | Эндрю Коглиано       | 14.31       |
| 2011 | Михаэль Грабнер      | 14.238      |
| 2012 | Карл Хагелин         | 13.218      |
| 2015 | Джонатан Друэн       | 13.103      |
| 2016 | Дилан Ларкин         | 12.894      |
| 2017 | Коннор Макдэвид (1)  | 13.020      |
| 2018 | Коннор Макдэвид (2)  | 13.454      |
| 2019 | Коннор Макдэвид (3)  | 13.378      |
| 2020 | Мэтью Барзал         | 13.175      |
| 2022 | Джордан Кайру        | 13.550      |
| 2023 | Андрей Свечников     | 13.699      |
| 2024 | Коннор Макдэвид (4)  | 13.408      |

### Броски на точность
Цель конкурса состоит в том, чтобы поразить четыре мишени, находящихся в углах ворот, на время. До 2011 года победителем становился тот, кто поразил все четыре мишени за наименьшее количество попыток. В этом формате только трём игрокам удалось поразить четыре из четырёх мишеней: Рэй Бурк в 1992 и 1993 гг., Марк Мессье в 1996 г. и Джереми Рёник в 2004 г.

#### Победители
| Год  | Команда                        | Игрок                                           | Попадания/Кол-во бросков# |
| ---- | ------------------------------ | ----------------------------------------------- | ------------------------- |
| 1990 | Конференция Принца Уэльского   | Рэй Бурк (1)                                    | 4/7                       |
| 1991 | Конференция Кларенса Кэмпбелла | Марк Мессье (1)                                 | 4/6                       |
| 1992 | Конференция Принца Уэльского   | Рэй Бурк (2)                                    | 4/4                       |
| 1993 | Конференция Принца Уэльского   | Рэй Бурк (3)                                    | 4/4                       |
| 1994 | Западная конференция           | Брендан Шэнахэн (1)                             | 4/5                       |
| 1996 | Восточная конференция          | Марк Мессье (2)                                 | 4/4                       |
| 1997 | Восточная конференция          | Рэй Бурк (4)                                    | 4/7                       |
| 1998 | Сборная Северной Америки       | Рэй Бурк (5) Петер Форсберг Брендан Шэнахэн (2) | 4/6                       |
| 1999 | Сборная Северной Америки       | Рэй Бурк (6) Кит Ткачук Джереми Рёник (1)       | 4/6                       |
| 2000 | Сборная Мира                   | Рэй Бурк (7) Виктор Козлов                      | 4/5                       |
| 2001 | Сборная Северной Америки       | Рэй Бурк (8)                                    | 4/6                       |
| 2002 | Сборная Северной Америки       | Джером Игинла Маркус Нэслунд                    | 4/6                       |
| 2003 | Восточная конференция          | Джереми Рёник (2)                               | 4/6                       |
| 2004 | Восточная конференция          | Джереми Рёник (3)                               | 4/4                       |
| 2007 | Восточная конференция          | Эрик Стаал Мариан Госса                         | 4/5                       |
| 2008 | Восточная конференция          | Томаш Каберле                                   | 4/5                       |
| 2009 | Восточная конференция          | Евгений Малкин                                  | 3/4                       |
| Год  | Команда                        | Игрок                                           | Время                     |
| 2011 | Команда Стаала                 | Даниэль Седин                                   | 8.9 сек.                  |
| 2012 | Команда Хары                   | Джейми Бенн                                     | 10.204 сек.               |
| 2015 | Команда Фолиньо                | Патрик Кейн                                     | 13.529 сек.               |
| 2016 | Восточная конференция          | Джон Таварес                                    | 12.294 сек.               |
| 2017 | Столичный дивизион             | Сидни Кросби                                    | 10.73 сек.                |
| 2018 | Тихоокеанский дивизион         | Брок Бесер                                      | 11.136 сек.               |
| 2019 | Атлантический дивизион         | Давид Пастрняк                                  | 11.309 сек.               |
| 2020 | Столичный дивизион             | Джейккоб Слэвин                                 | 9.505 сек.                |
| 2022 | Столичный дивизион             | Себастьян Ахо                                   | 10.937 сек.               |
| 2023 | Столичный дивизион             | Брок Нельсон                                    | 12.419 сек.               |
| 2024 | Команда Макдэвида/Арнетта      | Коннор Макдэвид                                 | 9.158 сек.                |

### Конкурс на силу броска
Действующий рекорд – 108.8 миль/ч (175.1 км/ч), установленный в 2012 году, принадлежит Здено Харе, побившему свой предыдущий рекорд 2011 года – 105.9 миль/ч.

#### Победители
| Год  | Игрок                     | Скорость (миль/ч) |
| ---- | ------------------------- | ----------------- |
| 1990 | Эл Айэфрейти (1)          | 96.0              |
| 1991 | Эл Макиннис (1)           | 94.0              |
| 1992 | Эл Макиннис (2)           | 93.0              |
| 1993 | Эл Айэфрейти (2)          | 105.2             |
| 1994 | Эл Айэфрейти (3)          | 102.7             |
| 1996 | Дейв Мэнсон               | 98.0              |
| 1997 | Эл Макиннис (3)           | 98.9              |
| 1998 | Эл Макиннис (4)           | 100.4             |
| 1999 | Эл Макиннис (5)           | 98.5              |
| 2000 | Эл Макиннис (6)           | 100.1             |
| 2001 | Фредрик Модин             | 102.1             |
| 2002 | Сергей Фёдоров            | 101.5             |
| 2003 | Эл Макиннис (7)           | 98.9              |
| 2004 | Шелдон Сурей Эдриан Окойн | 102.2             |
| 2007 | Здено Хара (1)            | 100.4             |
| 2008 | Здено Хара (2)            | 103.1             |
| 2009 | Здено Хара (3)            | 105.4             |
| 2011 | Здено Хара (4)            | 105.9             |
| 2012 | Здено Хара (5)            | 108.8             |
| 2015 | Ши Уэбер (1)              | 108.5             |
| 2016 | Ши Уэбер (2)              | 108.1             |
| 2017 | Ши Уэбер (3)              | 102.8             |
| 2018 | Александр Овечкин         | 101.3             |
| 2019 | Джон Карлсон              | 102.8             |
| 2020 | Ши Уэбер (4)              | 106.5             |
| 2022 | Виктор Хедман             | 103.2             |
| 2023 | Элиас Петтерссон          | 103.2             |
| 2024 | Кейл Макар                | 102.5             |

### Соревнование вратарей
Конкурс проводился с 1990 по 2007 года. Очки присуждаются вратарю, пропустившему наименьшее количество шайб в конкурсе "Эстафета один на один". 
В 2018 году конкурс вернулся. Победителем конкурса становится вратарь, совершивший наибольшее количество сейвов подряд.
В 2023 году, конкурс серии сейвов был заменён на конкурс вратарских тандемов. В конкурсе участвуют 8 вратарей в парах. Один вратарь бросает по воротам с противоположной стороны площадки. За попадание в цель в воротах, начисляется 3 очка, за попадание в створ ворот — 2, за промах по воротам — 0. В зависимости от количества набранных очков, второму вратарю, который стоит в воротах, противостоят 1, 2 или 3 полевых игрока. Победителем конкурса становится вратарский тандем, набравший наибольшее количество очков.

#### Победители
| Год  | Игрок                              | Пропущенные голы/Броски |
| ---- | ---------------------------------- | ----------------------- |
| 1990 | Кирк Маклин                        | 4/27                    |
| 1991 | Патрик Руа (1)                     | 2/25                    |
| 1992 | Майк Рихтер (1)                    | 2/25                    |
| 1993 | Джон Кэйси                         | 5/40                    |
| 1994 | Джон Ванбисбрук (1) Патрик Руа (2) | 4/16                    |
| 1996 | Доминик Гашек (1)                  | 4/16                    |
| 1997 | Джон Ванбисбрук (2)                | 2/16                    |
| 1998 | Доминик Гашек (2)                  | 3/16                    |
| 1999 | Артур Ирбе                         | 2/16                    |
| 2000 | Майк Рихтер (2)                    | 2/16                    |
| 2001 | Шон Бурк                           | 4/13                    |
| 2002 | Доминик Гашек (3) Патрик Руа (3)   | 1/9                     |
| 2003 | Патрик Руа (4)                     | 1/9                     |
| 2004 | Роберто Луонго (1)                 | 1/12                    |
| 2007 | Роберто Луонго (2)                 | 0/12                    |
| Год  | Игрок                              | Сейвы                   |
| 2018 | Марк-Андре Флёри                   | 14                      |
| 2019 | Хенрик Лундквист                   | 12                      |
| 2020 | Джордан Биннингтон                 | 10                      |
| 2022 | Джек Кэмпбелл / Андрей Василевский | 9                       |
| Год  | Игроки                             | Очки                    |
| 2023 | Юусе Сарос / Коннор Хеллебайк      | 13                      |

### Штрафные броски на исполнение
Цель конкурса – исполнить самый эффектный буллит, победитель определяется с помощью голосования болельщиков или жюри.

#### Победители
| Год  | Игрок                                |
| ---- | ------------------------------------ |
| 2008 | Александр Овечкин (1)                |
| 2009 | Александр Овечкин (2)                |
| 2011 | Александр Овечкин (3)                |
| 2012 | Патрик Кейн                          |
| 2015 | Райан Джохансен                      |
| 2016 | Пи-Кей Суббан                        |
| 2022 | Алекс Пьетранжело                    |
| 2023 | Александр Овечкин (4) / Сидни Кросби |

## Специальные конкурсы

### Всплеск
Конкурс проводился в 2023 году на пляже в Форт-Лодердейле. Игрокам необходимо за наименьшее время поразить 6 мишеней, после чего поразить цель на баке-ловушке в котором сидит игрок. Победителями конкурса стали Кейл Макар и Микко Рантанен.

### Хоккейный гольф
Конкурс проводился в 2023 году во Флориде. Игрокам необходимо на поле для гольфа за наименьшее количество ударов забросить мяч в лунку. Победителем конкурса стал нападающий «Монреаль Канадиенс» Ник Сузуки, который справился с заданием за три удара, что на 1 меньше пара.

### 21 в ’22
Конкурс проводился во время мачта звёзд 2022 в Лас-Вегасе. Игрокам необходимо было набрать 21 очко поражая шайбой цели в виде игральных карт. Победителем конкурса стал нападающий «Даллас Старз» Джо Павелски.

### Противостояние у фонтана
Конкурс проводился во время мачта звёзд 2022 в Лас-Вегасе и проходил на фонтанах у отеля-казино «Белладжио», где участникам необходимо было поразить 5 целей за наименьшее время. Победителем стал Зак Веренски показав время — 25.634 сек.

## Бывшие конкурсы

### Бросающие звёзды
Необходимо с платформы расположенной на трибунах за воротами поразить разные цели на льду. У каждой цели разная стоимость, а каждый игрок наносит по семь бросков. Набравший наибольшее количество очков, становится победителем конкурса.

#### Победители
| Год  | Победитель  | Очки    |
| ---- | ----------- | ------- |
| 2020 | Патрик Кейн | 22 (+2) |

### Конкурс контроля шайбы
Конкурс проводился с 1990 по 2008 годы. Цель конкурса в том, чтобы закончить быстрее других забег, при этом обеспечить контроль над шайбой, обводя конусы. Включает в себя два забега: первый – три игрока от каждой команды соревнуются друг против друга; второй – соревнуются лучшие игроки каждой конференции. По одному очку присуждается за победу в каждом забеге.
В 2018 году конкурс вернулся в программу в изменённом виде. Он включает в себя три этапа: 1) "Владение клюшкой", где участник проведет шайбу через ряд из восьми шайб; 2) "Конусы", где участник проведет шайбу через восемь конусов, установленных зиг-загом; 3) "Ворота", где участник должен будет завести шайбу или нанести бросок по подсвеченным воротам. Игрок завершивший все этапы за самое короткое время, становится победителем.

#### Победители
| Год  | Команда                        | Игрок           |
| ---- | ------------------------------ | --------------- |
| 1990 | Конференция Кларенса Кэмпбелла | –               |
| 1991 | Конференция Кларенса Кэмпбелла | –               |
| 1992 | Конференция Кларенса Кэмпбелла | –               |
| 1993 | Конференция Принца Уэльского   | –               |
| 1994 | Восточная конференция          | Расс Куртнолл   |
| 1996 | Западная конференция           | Пьер Тарджон    |
| 1997 | Западная конференция           | Джефф Сэндерсон |
| 1998 | Сборная Мира                   | Теему Селянне   |
| 1999 | Сборная Северной Америки       | Пол Кария (1)   |
| 2000 | Сборная Северной Америки       | Пол Кария (2)   |
| 2001 | Сборная Северной Америки       | Пол Кария (3)   |
| 2002 | Сборная Северной Америки       | Пол Кария (4)   |
| 2003 | Восточная конференция          | Мартин Сан-Луи  |
| 2004 | Западная конференция           | Рик Нэш (1)     |
| 2007 | Западная конференция           | Рик Нэш (2)     |
| 2008 | Западная конференция           | Шон Хоркофф     |
| Год  | Игрок                          | Время           |
| 2018 | Джонни Годро (1)               | 24.65 сек.      |
| 2019 | Джонни Годро (2)               | 27.045 сек.     |

### Конкурс на мастерство паса
Конкурс состоит из трех этапов: 1) "Пас по цели", в котором каждый участник должен сделать четыре точных передачи по целям, которые будут подсвечены в случайном порядке; 2) "Отдал - открылся", в котором каждый участник должен будет сделать четыре удачных передачи через препятствия в средней зоне; и 3) "Мини-ворота", в котором каждый участник должен будет сделать один пас через препятствие в одни из четырёх мини-ворот, а также один дополнительный в игровые ворота.

#### Победители
| Год  | Игрок              | Время         |
| ---- | ------------------ | ------------- |
| 2018 | Алекс Пьетранджело | 46 сек.       |
| 2019 | Леон Драйзайтль    | 1:09.088 сек. |
| 2024 | Элиас Петтерссон   | 25 очков      |

### Эстафеты мастерства
Включает в себя следующие эстафеты:
- Ван-таймер – три игрока должны каждый забить по два гола с различных точек в зоне нападения.
- Проход – игрок должен совершить проход в шесть маленьких сеток.
- Контроль шайбы – игрок обводит шайбой конусы.
- Управление клюшкой – игрок обводит шайбой шайбы.
- Броски на точность – один игрок должен поразить четыре цели.

#### Победители
| Год  | Команда              |
| ---- | -------------------- |
| 2011 | Команда Лидстрёма    |
| 2012 | Команда Альфредссона |
| 2015 | Команда Фолиньо      |
| 2016 | Западная конференция |
| 2017 | Столичный дивизион   |

### Конкурс по исполнению буллитов
В трёхраундовом противостоянии, необходимо за 2 минуты как можно больше забить буллитов. До 2015 года, буллиты пробивались на выбывание. Победителем становился последний оставшийся игрок.

#### Победители
| Год  | Победитель             |
| ---- | ---------------------- |
| 2008 | Михаэль Грабнер        |
| 2009 | Шейн Доан              |
| 2011 | Кори Перри             |
| 2012 | Стивен Стэмкос         |
| 2015 | Команда Тэйвза         |
| 2016 | Восточная конференция  |
| 2017 | Атлантический дивизион |

### Эстафета один на один
Задача конкурса в том, чтобы с помощью командного взаимодействие обыграть вратаря. Очки присуждаются команде с наибольшим количеством голов и вратарям, пропустившим наименьшее количество шайб.

#### Победители
| Год  | Команда                               | Игрок                             |
| ---- | ------------------------------------- | --------------------------------- |
| 1991 | Конференция Кларенса Кэмпбелла        | Майк Вернон                       |
| 1992 | Конференция Принца Уэльского          | Майк Рихтер Дон Бопре             |
| 1993 | Конференция Кларенса Кэмпбелла        | Джон Кэйси Майк Вернон Эд Бельфор |
| 1994 | Западная конференция                  | Кёртис Джозеф                     |
| 1996 | Восточная конференция                 | Доминик Гашек                     |
| 1997 | Сборная Мира                          | Доминик Гашек Ги Хеберт           |
| 1998 | Сборная Мира Сборная Северной Америки | Доминик Гашек                     |
| 1999 | Сборная Мира                          | Доминик Гашек Артур Ирбе          |
| 2000 | Сборная Мира                          | Томми Сало                        |
| 2001 | Сборная Мира                          | Шон Бурк Евгений Набоков          |
| 2002 | Сборная Северной Америки              | Доминик Гашек Патрик Руа          |
| 2003 | Западная конференция                  | Патрик Руа                        |
| 2004 | Восточная конференция                 | Роберто Луонго                    |
| 2007 | Западная конференция                  | Роберто Луонго                    |

### Испытание четырьмя линиями
Необходимо поразить ворота от ближней синей линии, от центральной линии, от дальней синей линии и от дальней линии ворот.

#### Победители
| Год  | Победитель             | Очки |
| ---- | ---------------------- | ---- |
| 2017 | Тихоокеанский дивизион | 23   |

## Команды-победители Суперскиллз
| Год  | Команда                        |
| ---- | ------------------------------ |
| 1990 | Конференция Кларенса Кэмпбелла |
| 1991 | Конференция Принца Уэльского   |
| 1992 | Конференция Принца Уэльского   |
| 1993 | Конференция Кларенса Кэмпбелла |
| 1994 | Западная конференция           |
| 1996 | Западная конференция           |
| 1997 | Восточная конференция          |
| 1998 | Сборная Мира                   |
| 1999 | Сборная Мира                   |
| 2000 | Сборная Мира                   |
| 2001 | Сборная Северной Америки       |
| 2002 | Сборная Мира                   |
| 2003 | Западная конференция           |
| 2004 | Восточная конференция          |
| 2007 | Восточная конференция          |
| 2008 | Восточная конференция          |
| 2009 | Восточная конференция          |
| 2011 | Команда Стаала                 |
| 2012 | Команда Альфредссона           |
| 2015 | Команда Фолиньо                |
| 2016 | Восточная конференция          |
| 2017 | Атлантический дивизион         |